# Orthometopon dalmatinum
Orthometopon dalmatinum là một loài chân đều trong họ Trachelipodidae. Loài này được Verhoeff miêu tả khoa học năm 1901.